# شون سونگ-مو
شون سونگ-مو (انگلیسی: Shon Seung-mo؛ زادهٔ ۱ ژوئیهٔ ۱۹۸۰) بدمینتون‌باز اهل کره جنوبی است.